# Armstrong (condado de Nevada)
Armstrong es un área no incorporada ubicada en el condado de Nevada en el estado estadounidense de California.

## Geografía
Armstrong se encuentra ubicada en las coordenadas 39°19′42″N 120°14′11″O / 39.32833, -120.23639.